# Britta Steffen
Britta Steffen (ur. 16 listopada 1983 w Schwedt/Oder) – niemiecka pływaczka specjalizującą się w stylu dowolnym, trzykrotna medalistka olimpijska, mistrzyni i była rekordzistka świata, mistrzyni Europy.
2 sierpnia 2006 na mistrzostwach w Budapeszcie Steffen ustanowiła rekord świata na dystansie 100 m dowolnym czasem 53,30, poprawiając rekord należący do Lisbeth Lenton z Australii i wynoszący 53,42. Wynik ten poprawiła niespełna dwa lata później Australijka Libby Trickett (52,88 s).
Na tych samych mistrzostwach Steffen była częścią sztafet, które pobiły dwa rekordy świata. Pierwszy rekord uzyskała sztafeta 4x100 m dowolnym, która w składzie Dallmann, Goetz, Steffen i Liebs uzyskała czas 3:35.22 bijąc wynik Australijek 3:35.94. Drugi uzyskała sztafeta 4x200 m dowolnym w składzie Dallman, Samulski, Steffen i Liebs uzyskała czas 7:50.82 bijąc poprzedni rekord należący do USA i wynoszący 7:53.42.
15 sierpnia 2008 zanotowała najważniejszy w swojej karierze sukces, zdobywając olimpijskie złoto w wyścigu na 100 m stylem dowolnym czasem 53,12 sek. Dwa dni później na dystansie dwukrotnie krótszym ponownie sięgnęła po złoto, osiągając czas 24,06 sek.
26 lipca 2009 Steffen płynąc w mistrzostwach świata w Rzymie na pierwszej zmianie sztafety 4 x 100 m stylem dowolnym pobiła rekord świata na dystansie 100 m (52,22) oraz zdobyła srebrny medal w sztafecie. Pięć dni później zdobyła złoty medal mistrzostw świata na dystansie 100 m kraulem, uzyskując rekord świata wynikiem 52,07 s, a 2 sierpnia na zakończenie mistrzostw także złoty medal i rekord globu na dystansie 50 m kraulem uzyskując 23,73 s.
27 września 2013 ogłosiła zakończenie kariery sportowej.
Jej narzeczonym jest niemiecki pływak - Paul Biedermann.

## Rekordy życiowe (basen 50 m)

### Basen 50 m
- 50 m dowolnym - 23,73
- 100 m dowolnym - 52,07
- 200 m dowolnym - 1:59,05
- 400 m dowolnym - 4:19,31
- 50 m grzbietowym - 30,04
- 100 m grzbietowym - 1:05,34
- 50 m motylkiem - 27,21
- 200 m zmiennym - 2:23,33

### Basen 25 m
- 50 m dowolnym - 23.80
- 100m dowolnym - 52.17
- 200m dowolnym - 1:55.07
- 400m dowolnym - 4:15.19
- 50 m grzbietowym - 29.29
- 100 m grzbietowym - 1:01.26
- 50 m motylkiem - 28.17
- 100 m zmiennym -1:00.30

## Rekordy świata
| Data            | Miejsce   | Konkurencja           | Rezultat | Status                            |
| --------------- | --------- | --------------------- | -------- | --------------------------------- |
| 2 sierpnia 2006 | Budapeszt | 100 m stylem dowolnym | 53,30 s  | do 27 marca 2008 Lisbeth Trickett |
| 25 czerwca 2009 | Berlin    | 100 m stylem dowolnym | 52,85 s  | do 27 czerwca 2009                |
| 27 czerwca 2009 | Berlin    | 100 m stylem dowolnym | 52,56 s  | do 26 lipca 2009                  |
| 26 lipca 2009   | Rzym      | 100 m stylem dowolnym | 52,22 s  | do 31 lipca 2009                  |
| 31 lipca 2009   | Rzym      | 100 m stylem dowolnym | 52,07 s  | do 2 lipca 2016 Cate Campbell     |
| 2 sierpnia 2009 | Rzym      | 50 m stylem dowolnym  | 23,73 s  | do 29 lipca 2017 Sarah Sjöström   |

## Wyróżnienia
- 2008: najlepsza sportsmenka w Niemczech